# اصلان‌لار
اصلان‌لار (به لاتین: Aslanlar) یک منطقه مسکونی در جمهوری آذربایجان است که در شهرستان ترتر واقع شده است.